# ملعب 30 يونيو
استاد 30 يونيو أو استاد الدفاع الجوي ، هو الملعب الرئيسي للقرية الرياضية للدفاع الجوي.

## موقع الملعب
يقع ملعب 30 يونيو على محور المشير طنطاوي بمنطقة التجمع الخامس بمحافظة القاهرة، ويتسع ل30,000 متفرج.

## سبب التسمية
سمي بهذا الاسم لأنه يواكب يوم احتفال قوات الدفاع الجوي بذكرى بناء حائط الصواريخ الحصين والذي كبد سلاح الطيران الإسرائيلي خسائر بالغة في الاسبوع الأول من شهر يونيو لعام 1970 والذي أطلق عليه (أسبوع حصاد الفانتوم) بعد أن سقطت طائرة فانتوم إسرائيلية لأول مرة، ما أجبر الجانب الإسرائيلي علي قبول مبادرة روجرز لوقف المعارك الجوية المتبادلة.